# VW-Tower
Der VW-Tower (Spitzname Telemoritz oder „alter Fernsehturm“) ist ein früherer, 141 m hoher Fernsehturm im Zentrum von Hannover, der seit 2024 unter Denkmalschutz steht.

## Bau und Sendebetrieb
Der VW-Tower liegt an der Hamburger Allee zwischen der Raschplatzhochstraße und dem Hauptbahnhof im Stadtteil Mitte. Ursprünglich sollte der Turm neben der um 1950 erbauten und 2003 für den Bau der Ernst-August-Galerie abgerissenen Hauptpost errichtet werden. Aus städtebaulichen Gründen wurde der Standort Raschplatz favorisiert und der Turm in den Jahren 1958 und 1959 errichtet. Die Pläne stammen vom Bauingenieur Fritz Leonhardt, der auch den inzwischen denkmalgeschützten Stuttgarter Fernsehturm entwarf. Beide Türme gelten als bautechnische Besonderheiten, da sie zu den ersten Stahlbeton-Fernsehtürmen zählen. Ein ursprünglich geplantes Turm-Cafe in Hannover wurde nicht realisiert. Die Inbetriebnahme durch die Deutsche Bundespost als Sendeturm für Fernseh- und Radiosignale erfolgte im April 1960. Ende der 1960er Jahre wurde der Turm auch „Pusteblume“ genannt.
Seit 1992 wird der Fernmeldeturm in der Innenstadt auch als Telemoritz bezeichnet, zur Unterscheidung zum 1989 bis 1992 neu erbauten Telemax im Stadtteil Groß-Buchholz. Die beiden Namen wurden durch eine Wahl über eine Tageszeitung Hannovers ermittelt. Sie sind eine Anspielung auf das Wilhelm-Busch-Werk Max und Moritz. Nach Inbetriebnahme des neuen Telemax 1992 wurden die funktechnischen Anlagen des alten Fernmeldeturms in den folgenden Jahren entweder ganz abgebaut oder auf den neuen Turm verlagert.

## Nachnutzung als Werbeträger
Im Jahr 2000 erwarb das Unternehmen Volkswagen Nutzfahrzeuge (VWN) den Turm von der DeTeImmobilien, einer damals 100%igen Tochtergesellschaft der Deutschen Telekom AG, zu einem symbolischen Preis von 1 DM. Zu Werbezwecken wurde unterhalb der Turmspitze eine drehbare Leuchtreklame mit drei über fünf Meter hohen Volkswagen-Logos angebracht. Aufgrund eines defekten Motors dreht sich die Leuchtreklame nicht mehr. 2019 wurde das Logo im Zuge der Umstellung des Markenauftritts der Kernmarke Volkswagen erneuert. 2022 wurde die Beleuchtung aufgrund der Energiesparverordnung abgeschaltet, die Leuchtwerbung aus Gründen des Energiesparens wegen des russischen Überfalls auf die Ukraine untersagte.
Um das Jahr 2000 wurde der höher liegende Turmzugang mit dem Abriss des angrenzenden Paketpostamtes und dem anschließenden Neubau eines Einkaufszentrums 2003 durch einen ebenerdigen Zugang ersetzt. Ursprünglich war der Turm durch eine Brückenkonstruktion mit einem Glassteg zugänglich, die zu einem Gebäude des Paketpostamtes führte.
2020 brach ein backsteingroßer Betonbrocken aus dem Fenstersims einer Plattform in etwa 70 Meter Höhe heraus und verfehlte zwei Fußgänger am Boden nur knapp. Anschließend untersuchten Industriekletterer den Turm und Fachleute den Beton mit Spezialgerät.

## Abrisspläne und Denkmalschutz
Wegen der zunehmenden Sanierungskosten bot das Unternehmen Volkswagen Nutzfahrzeuge (VWN) den Turm 2023 zum Kauf an. Nachdem sich kein Käufer gefunden hatte, reichte VWN 2024 eine Abrissanzeige bei der Stadt Hannover ein. Laut VWN sei das Bauwerk für eine Nutzungsdauer von 60 bis 70 Jahren konzipiert. Inzwischen zeigen sich nach rund 65 Jahren zunehmende Schäden, unter anderem durch Korrosion im Stahlbeton. Experten erklärten den Turm als standsicher, allerdings sei die Standsicherheit einem jüngeren Gutachten nach „grenzwertig“. Laut dem hannoverschen Stadtbaurat Thomas Vielhaber besteht die grenzwertige Standsicherheit bereits seit der Errichtung, da früher mit weniger Sicherheitspuffer gebaut wurde. 2024 wurden mit einem Kran die drei VW-Logos mit einem Gewicht von je 5 Tonnen demontiert, um die Windlast durch Herbststürme auf die Turmspitze zu verringern. Zudem wurde der Schriftzug „Nutzfahrzeuge“ demontiert, sodass der Turm werbefrei wurde.
Die Stadt Hannover lehnte den Abriss ab, da sie den Turm für stadtbildprägend hält. Die Abrisspläne lösten bei hannoverschen Lokalpolitikern fraktionsübergreifend Empörung aus. Laut Robert Marlow, Präsident der Architektenkammer Niedersachsen, sei der Turm Teil der Stadtsilhouette von Hannover. Aus der Distanz diene er als Landmarke zur Verortung der Stadtmitte. Auch sei er ein Zeugnis für die Aufbruchzeit in den 1960er Jahren mit dem Aufkommen des Fernsehens.
Der Turm stand laut einer Einordnung durch das Niedersächsische Landesamt für Denkmalpflege in den 1990er Jahren und im Jahr 2024 nicht unter Denkmalschutz. Grund waren die nachträglichen baulichen Veränderungen, wie Demontage der Antennen, Anbringen des VW-Logos und Verlegung des Zugangs. 2024 stellte die Untere Denkmalbehörde der Stadt Hannover die Denkmalwürdigkeit fest. Diese begründete sie damit, dass der Turm der zweite Stahlbeton-Fernmeldeturm mit einer sogenannten Heine-Kletterschalung in der Bundesrepublik und ein wichtiges bauliches Zeugnis der Verbreitung der Massenmedien in der Nachkriegszeit sei.
Im 2025 erschienenen Schwarzbuch der Deutschen Stiftung Denkmalschutz wird der Turm als gefährdet bezeichnet.

## Geplante Umnutzung zum Wohnturm
Im Jahr 2024 räumte Volkswagen Nutzfahrzeuge (VWN) der Stadt Hannover über ein halbes Jahr Zeit für die Suche nach einem Sanierungskonzept ein. Schließlich meldeten sich zwei Interessenten für den Erwerb. Den Zuschlag erhielt 2024 ein hannoverscher Unternehmer, der den Turm zu einem symbolischen Preis von einem Euro kaufte. Er will den Turmschaft durch ein Bauwerk mit 160 doppelgeschossigen Kleinstwohnungen à 25 m² sowie Treppen und Aufzügen ummanteln. Dies würde den Turm bautechnisch stabilisieren und vor Witterungseinflüssen schützen. Die Umbaukosten werden auf 20 bis 30 Millionen Euro geschätzt.
Ein weiteres Konzept war das der Initiative Der Gute Turm um den hannoverschen Musikproduzenten Mousse T. Er wollte den Turm durch ein Gitternetz aus Stahlträgern stabilisieren und kommerziell nachnutzen.

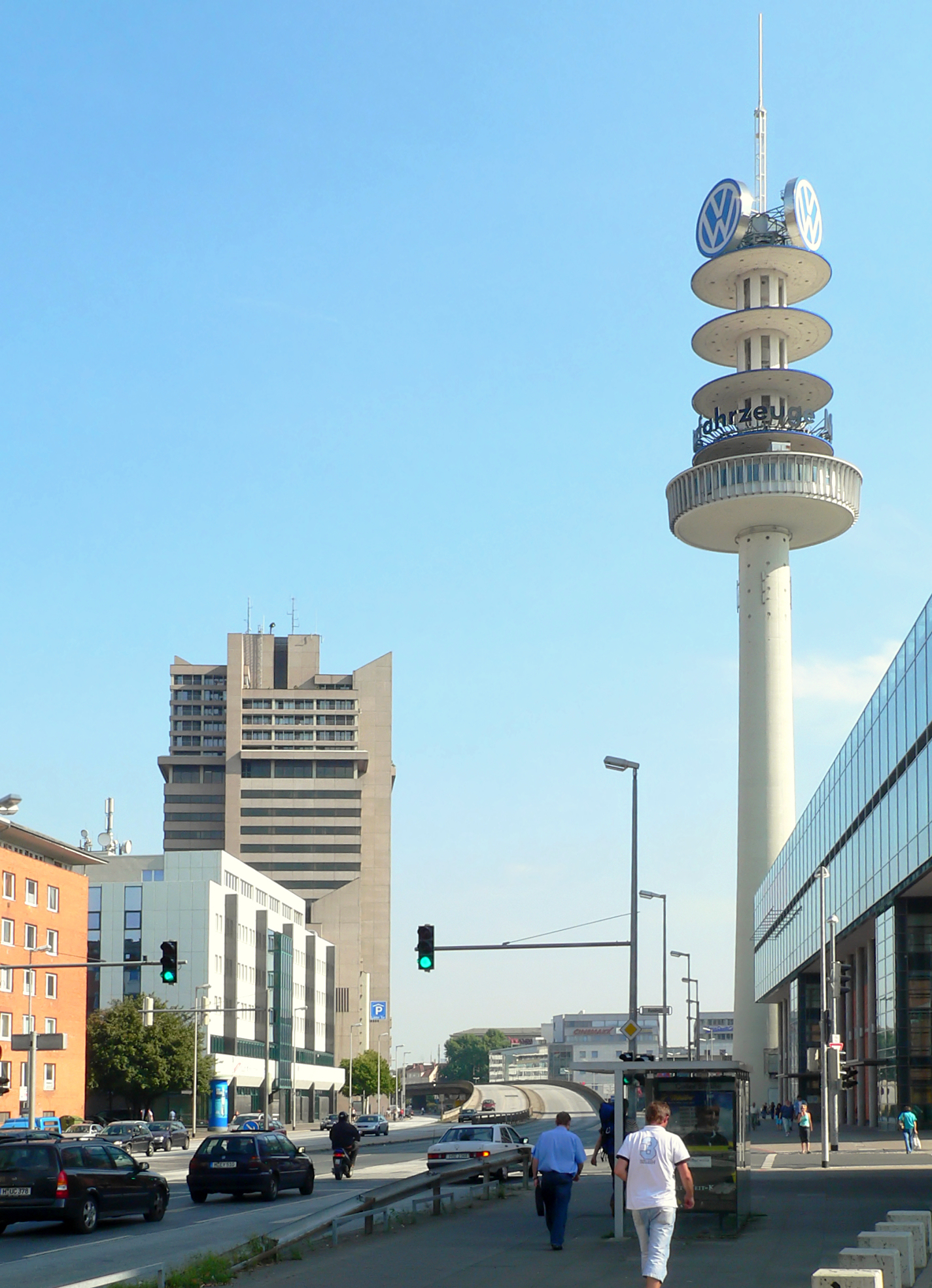
Hamburger Allee mit Hochhaus Lister Tor und VW-Tower
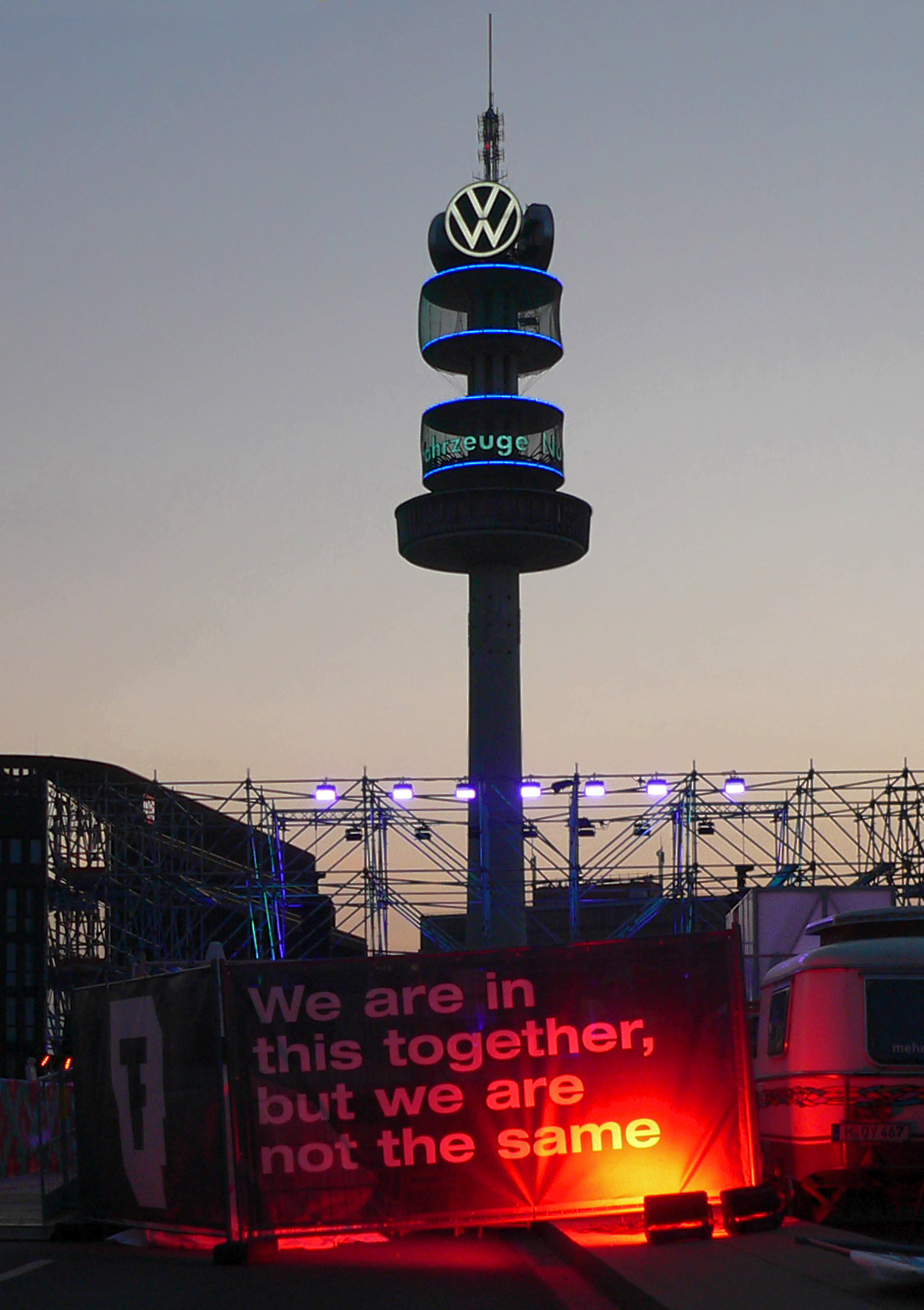
Der beleuchtete Turm beim Festival Theaterformen auf der Raschplatzhochstraße, 2021
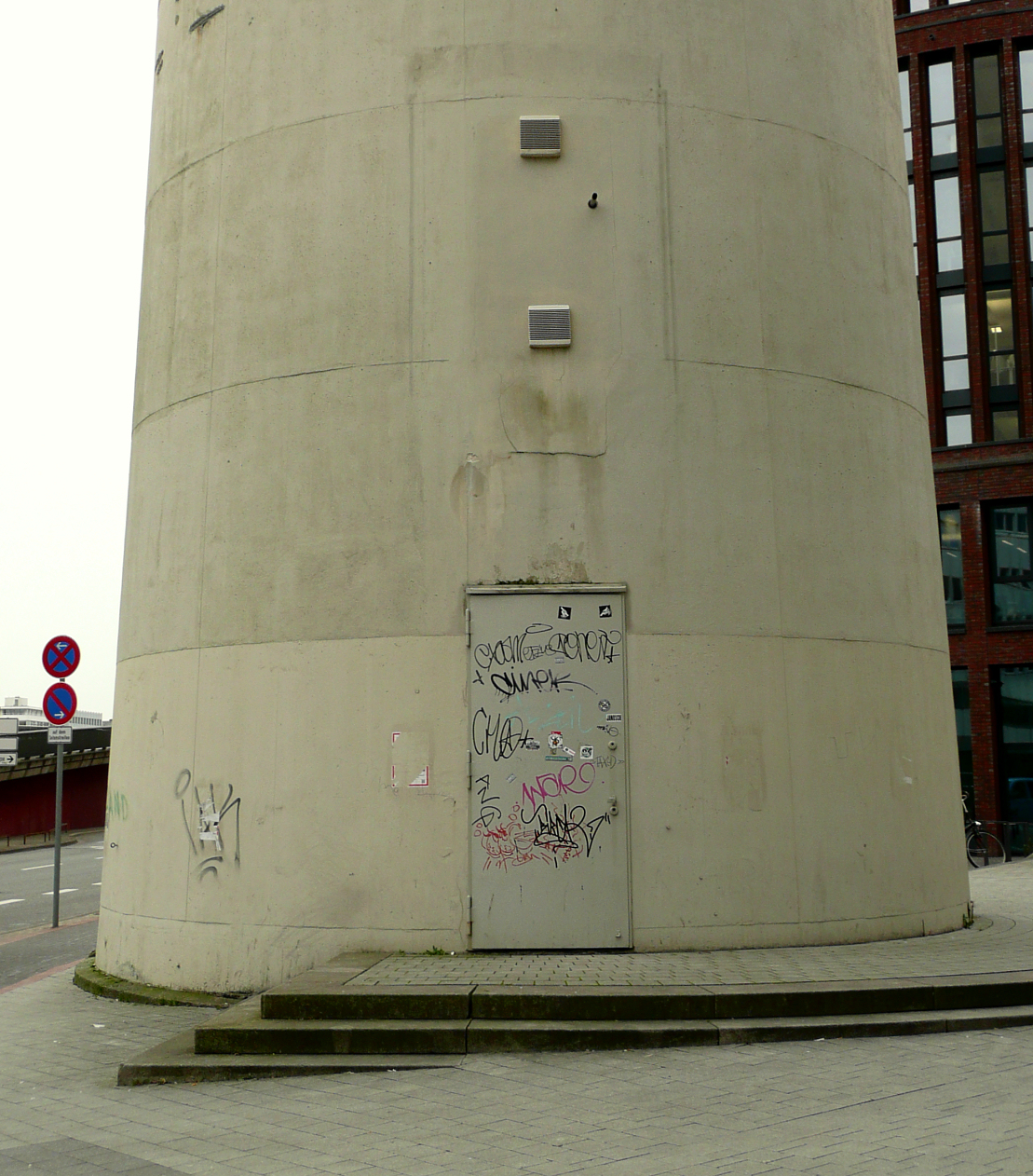
Zugangstür, darüber ist ansatzweise der frühere hochgelegene Zugang erkennbar
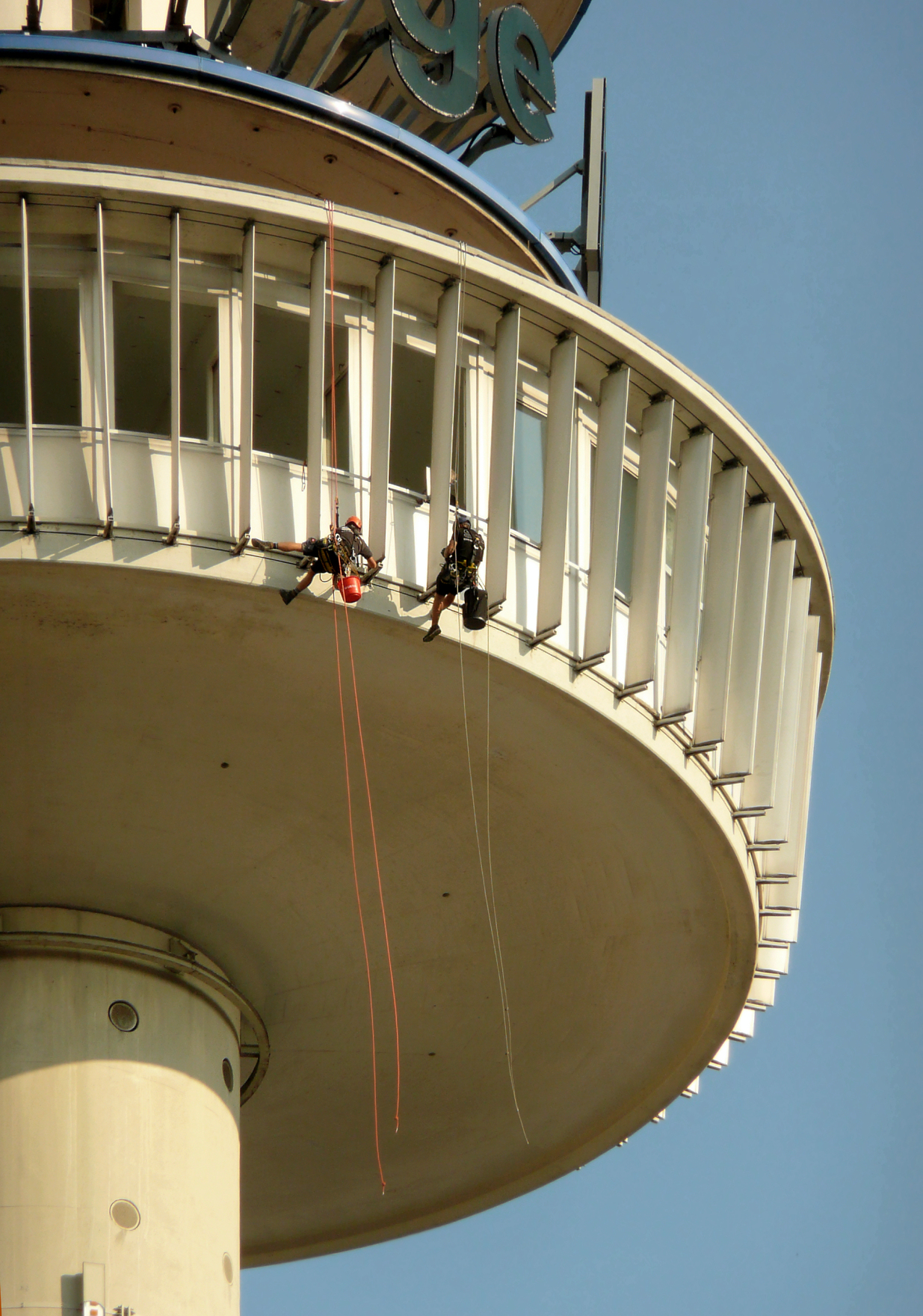
Industriekletterer untersuchen die Außenhülle nach Steinschlag, 2020
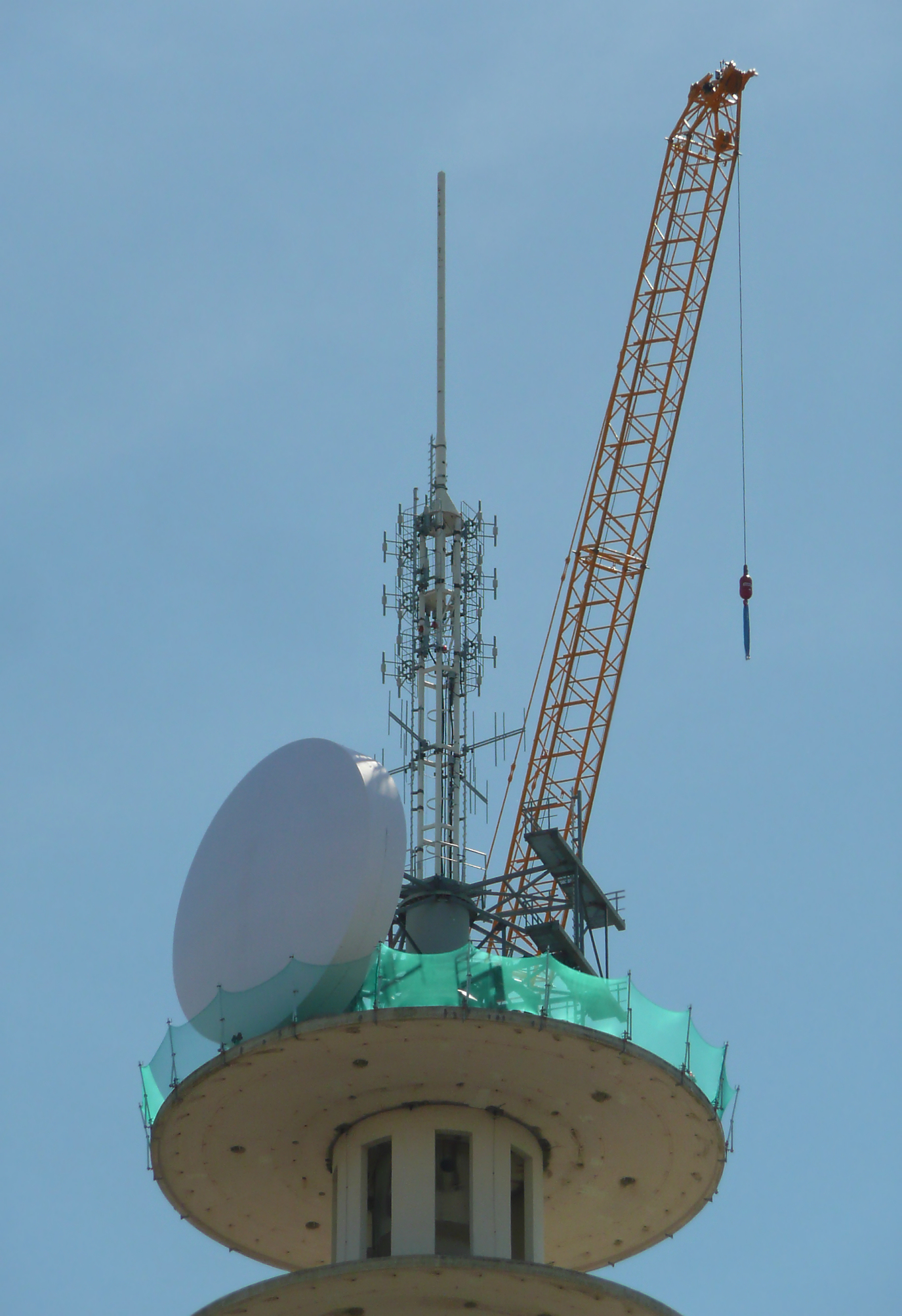
Demontage der VW-Logos mittels Kran, 2024